# Elsa-Marianne von Rosen
Elsa-Marianne von Rosen, född 21 april 1924 i Stockholm, död 7 september 2014 i Köpenhamn, var en svensk balettdansös, koreograf och skådespelare.

## Biografi
Elsa-Marianne von Rosen var dotter till konstnären greve Reinhold von Rosen och hans första hustru Elisabeth Österyd, samt syster till konstnären Christer von Rosen. Hon gifte sig 1950 med redaktören Allan Fridericia (1921–1991) och bosatte sig i Köpenhamn.
Elsa-Marianne von Rosen var elev hos Valborg Franchi och Albert Koslowsky samt på Det Kongelige Teater i Köpenhamn. Hon debuterade 1941 med en egen dansafton i Stockholms konserthus och turnerade sedan i Afrika och Spanien och gästdansade vid olika uppsättningar i Europas huvudstäder. Den nyskapande svenska baletten Fröken Julie gjordes för von Rosen av Birgit Cullberg 1950. Hon var premiärdansös vid Kungliga Teatern i Stockholm 1951–1959, och verkade på 1960-talet vid den av henne och hennes man startade ensemblen Skandinaviska baletten.  
Hon var balettchef vid Stora teatern i Göteborg 1970–1976 samt vid Malmöbaletten 1980–1987.
Som regissör och koreograf hade hon gästuppdrag i bland annat London, Monte Carlo, Washington och Leningrad.

## Filmografi
- 1939 – Skanör-Falsterbo
- 1940 – Kyss henne!
- 1941 – Det sägs på stan
- 1950 – Ung och kär
- 1954 – Balettprogram
- 1957 – Med glorian på sned (stand-in för Sickan Carlsson i dansscenerna)
- 1958 – Jazzgossen
- 1959 – Fröken Julie
- 1967 – Lorden från gränden
- 1970 – The Only Way

### Koreograf
- 1966 – Ned med kulturen (TV)

## Teater

### Roller (ej komplett)
| År   | Roll     | Produktion                                               | Regi                     | Teater        |
| ---- | -------- | -------------------------------------------------------- | ------------------------ | ------------- |
| 1943 |          | Tre valser Oscar Straus, Paul Knepler och Armin Robinson | Leif Amble-Naess         | Oscarsteatern |
| 1947 | Quiteria | Don Quijote Léon Minkus                                  | Marius Petipa koreografi | Oscarsteatern |

### Koreografi (ej komplett)
| År   | Produktion           | Upphovsmän      | Regi       | Teater        |
| ---- | -------------------- | --------------- | ---------- | ------------- |
| 1949 | Snövit och dvärgarna | Astrid Lindgren | Karl Kinch | Oscarsteatern |

## Priser och utmärkelser
- 1962 – Carina Ari-medaljen
- 1971 – Tagea Brandts rejselegat for kvinder
- 1982 – Kvällspostens Thaliapris
- 1984 – Litteris et artibus